# Passage des Soupirs
Le passage des Soupirs est une voie du 20e arrondissement de Paris, en France.

## Situation et accès
Le passage des Soupirs est situé dans le 20e arrondissement de Paris. Il débute au 244, rue des Pyrénées et se termine au 47 bis, rue de la Chine.

## Origine du nom
Il est probable que son nom provient de sa situation champêtre lors de son ouverture et qu'il se prêtait aux promenades romantiques et sentimentales.

## Historique
Cette voie est indiquée à l'état de sentier sur le plan cadastral de 1812 de la commune de Belleville et formé en rue, sous son nom actuel, en 1835. Il est classé dans la voirie parisienne par un arrêté municipal du 21 février 1990.